# Kubikenborgs IF
Der Kubikenborgs IF ist ein schwedischer Fußballverein in Sundsvall. Die erfolgreichste Zeit hatte der Klub Anfang der 1970er Jahre, als die Mannschaft zeitweilig in der zweithöchsten schwedischen Spielklasse antrat.

## Geschichte
1919 gegründet, spielte die Mannschaft von Kubikenborgs IF zunächst im unterklassigen Ligabereich. 1936 stieg sie erstmals in die dritte Liga auf und verpasste als Tabellenzweiter nur knapp die Aufstiegsrunde zur zweiten Liga. Nachdem sie anschließend den Erfolg nicht bestätigen konnte, verpasste sie 1939 den Klassenerhalt. In der Folge spielte der Klub lange Zeit unterklassig, erst 1952 gelang der Wiederaufstieg.
Der Kubikenborgs IF etablierte sich nach dem Wiederaufstieg im mittleren Tabellenbereich seiner Drittligastaffel. 1957 entging der Klub lediglich aufgrund des besseren Torquotienten gegenüber dem punktgleichen Rivalen Brynäs IF dem Abstieg, ein Jahr später belegte der Klub selbst einen Abstiegsplatz. Nach dem sofortigen Wiederaufstieg, als die Mannschaft in der vierten Liga ohne Niederlage blieb, setzte er sich auch in der dritten Liga im vorderen Bereich fest. 1960 als Vizemeister hinter dem Lokalrivalen GIF Sundsvall fehlten sechs Punkte, im Folgejahr hinter Söderhamns IF zwei Zähler. Nach einer kurzen Durststrecke in den folgenden Jahren, in denen nur Mittelfeldplätze belegt wurden oder selbst bei einer vorderen Position die Tabellenführer deutliche Vorsprünge aufwiesen, kehrte der Klub Ende der 1960er Jahre ins Aufstiegsrennen zur zweiten Liga zurück. 1969 erneut Staffelzweiter – dieses Mal ein Punkt hinter Essviks AIF – distanzierte die Mannschaft in der anschließenden Spielzeit die Konkurrenz um Mannschaften wie IFK Mora, IFK Sundsvall und Gefle IF und stieg in die zweite Liga auf.
In der Zweitliga-Spielzeit 1971 gewann Kubikenborgs IF mit elf Spielen die Hälfte der zu bestreitenden Partien. Damit überstand die Mannschaft als Tabellensechster eine Ligareform, in der die Anzahl der Zweitligastaffeln reduziert wurde, mit einem Punkt Vorsprung auf die ab dem achten Rang beginnenden Abstiegsplätze. Der Erfolg währte jedoch nur eine Spielzeit, in der folgenden Saison erzielte die Mannschaft nur drei Saisonsiege und stieg gemeinsam mit Domsjö IF, Gefle IF und Skellefteå AIK in die Drittklassigkeit ab. 
Kurze Zeit später stürzte Kubikenborgs IF in die Viertklassigkeit ab. Zwar gelang der direkte Wiederaufstieg, dem aber der sofortige Abstieg folgte. Nach knapp verpassten erneuten Aufstiegen kehrte der Klub 1979 mit 21 Siegen in 22 Saisonspielen mit der nahezu perfekten Ausbeute von 43 Punkten in die dritte Liga zurück. Zunächst im mittleren Ligabereich platziert, rutschte der Klub Mitte der 1980er Jahre in Abstiegsgefahr. 1986 überstand der Klub dennoch zunächst eine Ligareform auf dem dritten Spielniveau, als er in der Relegationsrunde ohne Niederlage blieb. Am Ende der folgenden Spielzeit ging es jedoch erneut in die vierte Liga, anschließend in die Fünftklassigkeit. Dort etablierte sich der Klub in den folgenden Jahren.
Am Ende der Spielzeit 2003 kehrte Kubikenborgs IF in die vierte Liga zurück. Als Tabellenzweiter hinter Gimonäs CK verpasste die Mannschaft erst in der zweiten Runde der Relegationsspiele gegen Piteå IF den direkten Durchmarsch ins dritte Spielniveau. Nachdem sie im folgenden Jahr als Tabellenzweiter hinter Ersboda SK eine Ligareform überstanden hatte, rutschte sie 2006 in Abstiegsgefahr und rettete sich erst in der Relegationsrunde. In der Spielzeit 2007 gelangen nur zwei Saisonsiege, und als Tabellenletzter trat der Kubikenborgs IF den Gang in die Fünftklassigkeit an. Dort platzierte sich der Klub überwiegend auf einem gesicherten Rang im Mittelfeld der Tabelle. Herausragend in diesem Zeitabschnitt war der zweite Platz in der Spielzeit 2010. In den Qualifikationsspielen um den Aufstieg in die Division 2 konnte sich der Klub jedoch nicht durchsetzen.
2016 stieg Kubikenborgs IF in die sechstklassige Division 4 ab. Zwar gelang der sofortige Wiederaufstieg, jedoch wurde der Klassenerhalt bei nur einem Saisonsieg und vier Unentschieden deutlich verpasst. Am Ende der Spielzeit 2024 gelang der Wiederaufstieg in die Division 2.
Zeitweise hatte der Klub neben Fußball weitere Sportarten wie beispielsweise Eishockey, Eiskunstlauf, Tischtennis oder Handball angeboten, im Skispringen zeichnete sich die Mannschaft in den 1950er Jahren sogar als zweifacher schwedischer Landesmeister aus.

## Bekannte Fußballspieler
- Bertil Ericsson (1908–2002)
- Sven-Erik Westerberg (1925–1959)
- Michael Brundin (* 1965)
- Karl Ståhl (* 1973)

## Bekannte Skispringer
- Sven Pettersson (1927–2017)
- Harry Bergqvist (* 1933)
- Holger Karlsson (1935–2015)